# Alexandru Șumski
Alexandru Șumski (în germană Alexander Šumski; n. 26 noiembrie 1933, Timișoara, România – d. 23 iulie 2022, Tübingen, Baden-Württemberg, Germania) a fost un muzicolog, dirijor și profesor universitar româno-german. 

## Biografie
Alexandru Șumski s-a născut în 1933 în Timișoara. Tatăl său, Vadim Șumski, originar din Basarabia, era de asemenea compozitor. A absolvit Conservatorul din București, având-o profesoară de pian pe Silvia Șerbescu. 
Între anii 1953-1960 era pianist în serviciul Radioului Român, apoi, din 1960, a devenit dirijor. Între 1964 și 1968 a fost dirijor al Filarmonicii Banatul, iar între anii 1968-1972 a dirijat orchestra studențească a Conservatorului din București, lucrând în paralel și ca profesor. 
În 1972 a emigrat în Germania. Între anii 1972-1999 a fost director muzical al Universității din Tübingen, fiind și dirijorul orchestrei universitare. În 1975, cu orchestra dirijată de Șumski, a cântat și violonista Anne-Sophie Mutter, având pe atunci 11 ani. Șumski a fondat corul de cameră universitar Camerata vocalis, pe care a și dirijat-o. În perioada 1985-2005 a fost director artistic al festivalului pentru tineri interpreți din Reutlingen. 
Activitatea sa de muzicolog abordează folclorul românesc și muzica bisericească. În 1984 și-a susținut disertația la Universitatea din Hamburg, cu titlul Dumitru Georgescu-Kiriac și stilul neomodal (în germană Dumitru Georgescu Kiriac und der neo-modale Stil). 
Alexandru Șumski a murit pe 23 iulie 2022 în Tübingen, Germania.